# Лялька Ікі
Ікі-лялька (яп. 生人形, жива лялька) — тип традиційної японської ляльки. Це людиноподібні ляльки в натуральну величину, які були популярні в період Едо в Японії. Такі ляльки використовувалися у виставах для реалістичного показу персонажів історій, казок та легенд, і здобула популярність у народних видовищах по всій країні. Термін  "iki ningyo" почав використовуватися у періоду Мейдзі (1868—1912) для позначення немеханічних людиноподібних ляльок, які були приблизно в натуральну величину.

## Виготовлення
Матеріалом для ляльки використовується павловнія. Використовували вирізання частин ляльки з цілого дерева або створення з пасти (тирса павловнії з клеєм).  Усю ляльку покривали пап'є-маше, а потім "шкіру" робили за допомогою гофуну. Нігті, очі й зуби створювали дуже правдоподібно. Крім того, що частини, приховані одягом, також були ретельно виготовлені. Також для видовищних розваг виготовляли "легких" ляльок методом пап'є-маше.

## Майстри-лялькарі

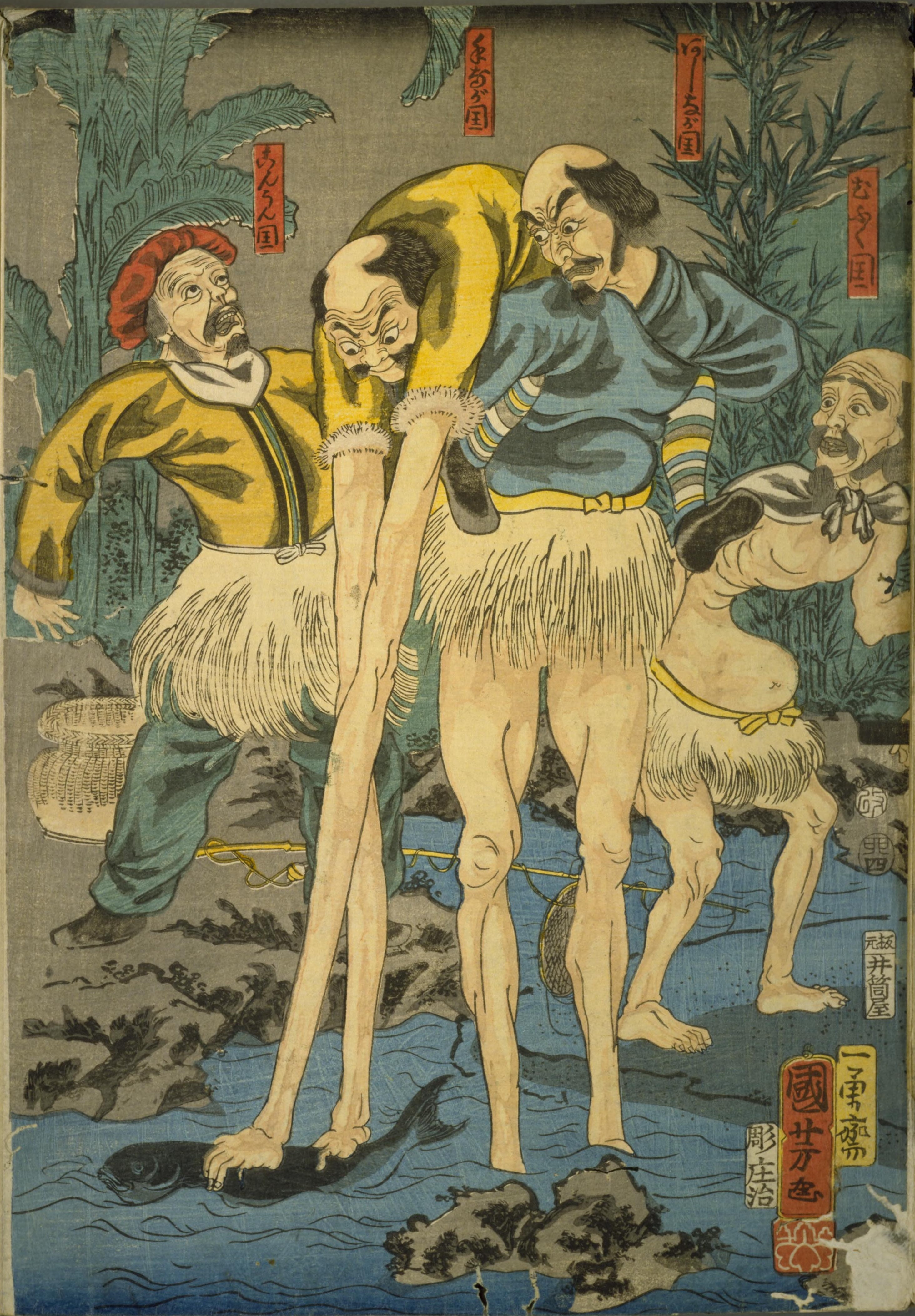
Кунійоші Утагава «Лялька Асакуса Окуяма Ікі» (1855)

Лялькарі періоду Едо, відомі створенням ікі-нінгьо - Мацумото Кісабуро і Ясумото Камехачі. Ляльки, які вони створили, шокували глядачів. Вражав сюжет лялькового сценки — «Люди, що лежать у калюжах власної крові», або «Розвиток плода». Остання робота була створена Акіями Хейджуро. Це була модель вагітної жінки в натуральну величину, чий живіт відкривається послідовно, показуючи дванадцять етапів розвитку людського плоду в утробі матері. Фахівці стверджували, що твори Камехачі та Кісабуро, зокрема, сприяли формуванню надзвичайного почуття реалізму.
Найперша виставка Ікі ляльок майстра Камехачі була 2 лютого 1852 року під назвою «Уявлення сучасних ляльок у цей рік достатку в районі борделя в Осаці». У той час Ікі ляльки були дійсно «сучасні ляльки», техніка створення яких з'явилася саме тоді й була новою Зараз ця назва Ікі-лялька використовується в основному для позначення магазинних манекенів.

### Відомі лялькарі Ікі
- Кісабуро Мацумото (1825—1891) — вперше зробив «Ікі- ляльку» .
- Ясумото Камехачі (1826—1900) — засновник покоління лялькарів Ікі.

Роботи цих майстрів зберігаються в Токійському національному музеї тощо, але кількість існуючих робіт дуже мала.
- Ое Сада Тачібана — у 1856 році виготовив ляльку з трюком каракурі.
- Ізумія Кічібе — друге покоління майстрів Едо. Під час епохи Тенпо (1830—1844), він зробив ляльок привидів і трупів і поставив з ними виставку. Також кажуть, що це був перший будинок з привидами.[6]
- Ясугоро Омура — в епоху Мейдзі його ляльки виконували трюки.
- Гойо Хірата — отримав перший живий національний скарб лялькаря.
- Хананума Масакічі — скульптор і художник, який працював у Сполучених Штатах, він відомий своїми власними ляльками ікі .
- Денкічі Міцуя — Смітсонівський музей зберігає його «Зображення фермера», висотою 158 см (друга половина 19 століття).
- Фукумацу Ямамото — створення «Паломництво Сайгоку Каннон»
- Ейдзіро Едзіма — учень Кісабуро Мацумото

## Шедеври
Композиція «Ляльки Сумо Ікі», яка знаходиться у Міському музеї сучасного мистецтва міста Кумамото, була створена у 1890 р. лялькарем Камехачі Ясумото.
Композиція показує поєдинок Номі но Сукуне і Тайми но Кехая з «Ніхон Сьокі». Сукуне складається з 7 частин, а Кехая складається з 6 частин, які об'єднані як тривимірна конструкція. Важить вона 47 кг, має розмір 170x150x160 см. Камехачі Ясумото робив його з для показу на 3-й Національній промисловій виставці, але не встиг до кінцевого терміну і після завершення передав на території храму Сенсодзі. Через два роки після того американський колекціонер Фредерік Стерн придбав роботу «Ляльки Сумо Ікі», яку пізніше пожертвував у Детройтський інститут мистецтв.
Шедевр Кісабуро Мацумото «Паломництво Сайгоку Каннон», виготовлена для храму Кегондзі. Лялька Ікі була передана у 1887 році храму Джококудзі, спорідненому з Кісабуро. Це єдина робота в Японії, яка залишилася в ідеальному стані, але через серйозні пошкодження в 1891 році її повністю відремонтував учень Кісабуро Ейдзіро Едзіма, і можна сказати, що це робота Ейдзіро. Префектура Кумамото «Паломництво Сайгоку Каннон» визнала важливим культурним надбанням.